# Jodhpur (ort i Indien, Gujarat)
Jodhpur är en ort i Indien.   Den ligger i distriktet Jāmnagar och delstaten Gujarat, i den västra delen av landet, 1 000 km sydväst om huvudstaden New Delhi. Jodhpur ligger 99 meter över havet och antalet invånare är 47 329.
Terrängen runt Jodhpur är platt. Runt Jodhpur är det ganska tätbefolkat, med 90 invånare per kvadratkilometer. Det finns inga andra samhällen i närheten. Trakten runt Jodhpur består till största delen av jordbruksmark.